# Georg Irmer (Schauspieler)
Oskar Georg Irmer (* 8. Mai 1889 in Striesen; † 1. Dezember 1969 in München) war ein deutscher Schauspieler bei Bühne und Film mit einigen Ausflügen zur Theaterregie.

## Leben und Wirken
Der Sohn des Bäckermeisters und Konditoreibesitzers Karl Emil Irmer und dessen Gattin Marie Charlotte, geb. Siebert, erhielt seine künstlerische Ausbildung beim Hofschauspieler Paul Bühler im heimatlichen Dresden, während er parallel dazu in der Saison 1907/08 bereits am Königlichen Hoftheater volontierte. Weitere Stationen waren Hirschberg in Schlesien, Neunkirchen an der Saar (1908/09) sowie das Stadttheater Chur (1909–1912). Den Ersten Weltkrieg verbrachte Irmer durchgehend zu Feld. Wieder zurückgekehrt, nahm Irmer mehrere kurze Engagements am Battenberg-Theater in Leipzig sowie an den Stadttheatern von Görlitz, Kattowitz und Königsberg wahr. Nach einem Intermezzo am Kleinen Theater in Leipzig wirkte er ab 1922 für einige Jahre als Regisseur und stellvertretender Direktor am Münchner Lustspielhaus.
In München kam Irmer erstmals mit dem (damals noch stummen) Film in Berührung. Obwohl er von da an regelmäßig mit kleinen Rollen vor die Kamera trat, konzentrierte er sich auch weiterhin auf die Bühnenarbeit, ohne allerdings Festengagements an bedeutenden Spielstätten zu erhalten. Irmer war Mitglied im Kampfbund für deutsche Kultur, am 5. Juni 1937 beantragte er die Aufnahme in die NSDAP und wurde rückwirkend zum 1. Mai desselben Jahres aufgenommen (Mitgliedsnummer 4.261.684). Er stand 1944 in der Gottbegnadeten-Liste des Reichsministeriums für Volksaufklärung und Propaganda.
Nach dem Zweiten Weltkrieg trat Georg Irmer bei Bühne und Film nicht mehr in Erscheinung, sondern verlegte sich auf kaufmännische Tätigkeiten. Er starb 1969 in seiner Wahlheimat München.
Von 1931 bis zu seinem Tod war Irmer mit Theresia, geb. Baumann, verheiratet.

## Filmografie
- 1926: Ich hab’ mein Herz in Heidelberg verloren
- 1926: Unsere Emden
- 1927: Mein Heidelberg, ich kann Dich nie vergessen
- 1929: Die keusche Kokotte
- 1929: Links der Isar – rechts der Spree
- 1929: Waterloo
- 1932: Fürst Seppl
- 1935: Henker, Frauen und Soldaten
- 1935: Die Heilige und ihr Narr
- 1936: Diener lassen bitten
- 1941: Venus vor Gericht
- 1941: Anuschka
- 1942: Der dunkle Tag
- 1943/47: Quax in Afrika